# Liste der Gerichte in Ligurien
Die Liste der Gerichte in Ligurien dient der Aufnahme der staatlichen italienischen Gerichte der ordentlichen und besonderen Gerichtsbarkeit in der Region Ligurien. Bis auf Weiteres sind nur Gerichtsorte angegeben.

## Ordentliche Gerichtsbarkeit
| Oberlandesgericht | Nachgeordnete (Landes-)Gerichte  | Friedensgerichte                                |
| ----------------- | -------------------------------- | ----------------------------------------------- |
| Genua             | Genua                            | Chiavari, Genua                                 |
| Genua             | Imperia                          | Imperia, Sanremo                                |
| Genua             | La Spezia                        | La Spezia                                       |
| Genua             | Savona                           | Albenga, Savona                                 |
| Genua             | Jugendgericht Genua              |                                                 |
| Genua             | Strafvollstreckungsgericht Genua | (Strafvollstreckungsstellen in Genua und Massa) |
| Genua             | Massa (Toskana)                  | (Carrara, Massa, Pontremoli) (Toskana)          |

Im Allgemeinen richten sich die Gerichtssprengel der Oberlandesgerichte (Corte d’appello) nach den politischen Grenzen der Regionen. Eine Ausnahme bildet das Oberlandesgericht Genua, dessen Sprengel neben Ligurien auch den Bereich des Landesgerichts Massa im Nordwesten der Toskana umfasst.
Bei den Oberlandesgerichten wird ein Schwurgericht zweiter Instanz eingerichtet, bei den Landesgerichten Schwurgerichte. Bei den Oberlandesgerichten gibt es Generalstaatsanwaltschaften, bei den Landesgerichten und Jugendgerichten Staatsanwaltschaften.
Beim Oberlandesgericht Genua und beim Landesgericht Genua bestehen Kammern für Unternehmens-, Urheberrechts- oder Handelssachen.

## Besondere Gerichte
- Regionaler Verwaltungsgerichtshof (TAR) in Genua.
- Regionale Steuerkommission (Finanzgericht) in Genua.
  - Vier nachgeordnete Provinz-Steuerkommissionen in Genua, Imperia, La Spezia und Savona.
- Das Gericht für öffentliche Gewässer in Turin ist auch für die Region Ligurien zuständig.
- Außenstelle des Nationalen Rechnungshofes in Genua (hat den Status eines Gerichts).
- Das Militärgericht in La Spezia wurde 2007 aufgelöst. Für Ligurien ist das Militärgericht Verona zuständig.
- Aufgaben der Verfassungsgerichtsbarkeit übernimmt das Verfassungsgericht in Rom.